# Thereus ortalus
Thereus ortalus is een vlinder uit de familie van de Lycaenidae. De wetenschappelijke naam van de soort werd als Thecla ortalus in 1887 gepubliceerd door Godman & Salvin.

## Synoniemen
- Thecla ortaloides Lathy, 1930